# المناذر (أفلح اليمن)

تعديل مصدري - تعديل

المناذر هي إحدى قرى عزلة بني يوس بمديرية أفلح اليمن التابعة لمحافظة حجة، بلغ تعداد سكانها 239 نسمة حسب تعداد اليمن لعام 2004.